# Liceo de Niñas Gabriela Mistral
El Liceo de Niñas Gabriela Mistral de La Serena es un establecimiento educacional municipalizado, con una trayectoria de 139 años al servicio de la formación de jóvenes.

## Historia
El Liceo de Niñas de La Serena tiene como precedentes la apertura de un colegio de niñas en 1843, la que junto a otros colegios de índole privado funcionaron hasta el mes de julio de 1873. Fecha en la que se conforma una comisión de padres, hermanos y novios de las damas coquimbanas con la intención de patrocinar un liceo, iniciativa que fue apoyada por el intendente de la época Domingo de Toro Herrera, determinándose conformar en 1883 un Liceo de Niñas que dio inicio un 26 de marzo de 1884, marcando un hito en la historia educacional femenina de la ciudad de La Serena. Su primitiva ubicación estuvo en el costado norte de la Plaza de Armas de la ciudad, donde actualmente funciona la Intendencia Regional.
La construcción del actual edificio de calle "Benavente" se inició en 1945 durante el gobierno de Juan Antonio Ríos, siendo terminado en el gobierno de Gabriel González Videla por el Plan Serena.
El sostenedor del establecimiento es la Corporación Municipal "Gabriel González Videla". A partir del año 1998 posee el sistema de subvención compartida, con una modalidad Humanístico-Científica. Cuenta con una matrícula aproximada de 1370 alumnas, desde 1º a 4º medio, con jornada escolar completa. Desde 2009 imparte la modalidad de educación básica únicamente 7° y 8° año. A partir del 2016 el establecimiento  pasa a incorporar alumnos varones de 7° a 4° medio. 
En 1967 pasa a llamarse "Liceo de Niñas Gabriela Mistral", en honor a la ilustre poeta y Premio Nobel de Literatura de Chile. En este establecimiento a inicios del siglo XX, Gabriela fue inspectora y secretaria.

## Construcción
La construcción de esta institución se inició en 1945 durante el gobierno de Juan Antonio Ríos y finalizó durante el gobierno de Gabriel González Videla, a cargo del arquitecto Sergio Hermann y su construcción fue encomendada a la Dirección de Obras Públicas por intermedio de la Sociedad Constructora de Establecimientos Educacionales. Su estructura arquitectónica corresponde al neocolonial que impuso “Plan Serena” Plan de Fomento  y reconstrucción para las Provincias de Chile. El actual edificio es de hormigón armado, salas y oficinas con piso de madera, pasillos de baldosa, patios pavimentados y cubierta de tejas de arcilla. Presenta un conjunto de volúmenes sucesivos, ocupando toda la manzana, y la entrada está formada por una fachada de arco de medio punto a doble altura.